# Мечеть султана Мурада
Мечеть султана Мурада (макед. Султан-муратовата џамија; алб. Xhamia e Sulltan Muratit; тур. Sultan Murat Camii) — османская мечеть в Скопье, столице Северной Македонии. Она была построена в XV веке на месте монастыря Святого Георгия, разрушенного османским полководцем Пашой Йигит-беем после завоевания Скопье в 1392 году.

## История

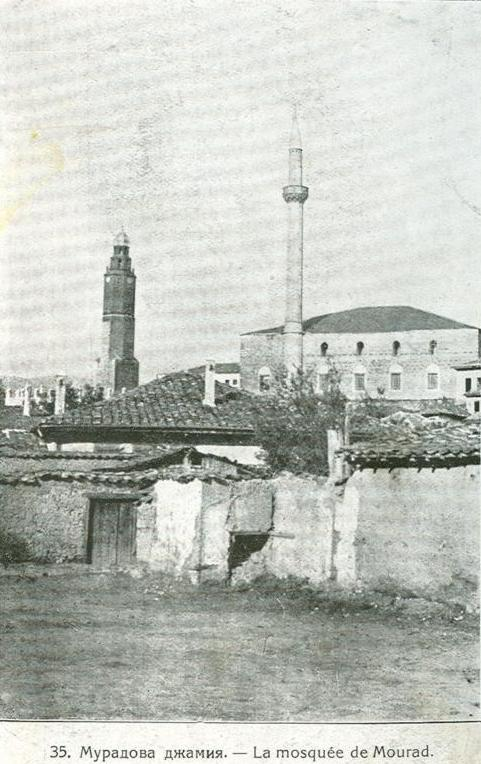

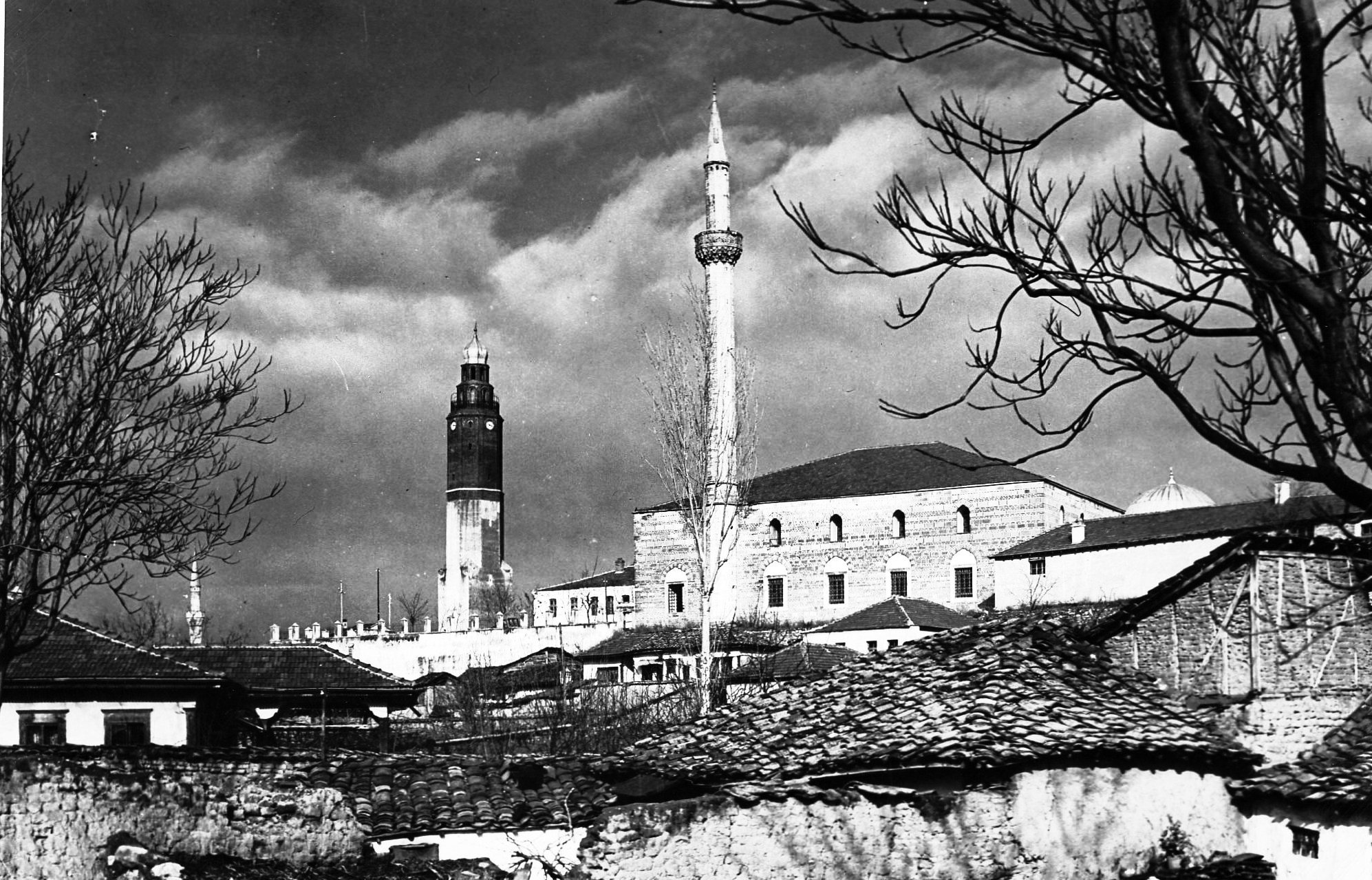
Открытка с видом Скопье: мечеть султана Мурада и Часовая башня, 1939 год.

Мечеть была построена на средства, пожертвованные самим султаном Мурадом II, в 1436 году.
Комплекс мечети султана Мурада расположен на невысоком холме в центральной части Старой Чаршии Скопье. Он был сожжён и сильно повреждён несколько раз за время своего существования, о чём говорят три надписи над входом. Первый раз это был пожар 1537 года, после которого он был реконструирован султаном Сулейманом в 1539 году. Во второй раз он был сожжён австрийскими войсками во главе с их военачальником Энеа Сильвио Пикколомини, который поджёг весь город. Спустя 23 года, в 1711 году, мечеть была восстановлена по указу османского султана Ахмеда III. В последний раз мечеть была отремонтирована в 1912 году по указу султана Мехмеда V.
С точки зрения своих архитектурных особенностей, будучи одна из крупнейших мечетей в Скопье, она принадлежит к числу наиболее значительных образцов османской архитектуры на Балканах. Мечеть имеет архитектурную форму базилики и покрыта четырёхгранной крышей. Её стиль схож с ранним константинопольским стилем в османской архитектуре. Она разделена на три нефа с рядами из трёх колонн, а потолок выполнен из плоского деревянного кессонного потолка. Михраб, минбер и махвиль датируются 1910-ми годами.
Тюрбе Али-паши Дагестанлы находится рядом с восточным фасадом мечети султана Мурада. В нём расположены два каменных саркофага, место захоронения жены и дочери Али-паши. Тюрбе Бикий-хана стоит с южной стороны мечети и включает пять гробниц без надписей. .
Мечеть султана Мурада стоит на возвышенности рядом с часовой башней. Главным её архитектором был Хусейн из Дебара. Несмотря на пожары и землетрясения в Скопье мечеть осталась в основном неповреждённой.